# Burg Odenkirchen
Die Burg Odenkirchen war eine Burg im Mönchengladbacher Stadtteil Odenkirchen in Nordrhein-Westfalen.

## Geschichte
Die spätestens im 12. Jahrhundert einsetzende Besiedlung Odenkirchens ging von der Burg der Herren von Odenkirchen aus. Die Erstanlage bestand aus einer Holzburg, die auf einer Erdaufschüttung (Motte) in einem Wasser- und Sumpfgebiet errichtet wurde. Schrittweise vollzog sich in den folgenden Jahrhunderten der Wandel zur massiven Steinburg.
Die Burg Odenkirchen wurde erstmals 1153 in einer Urkunde von König Friedrich Barbarossa erwähnt, in der dieser dem Kölner Erzbischof Arnold II., also dem Kölner Erzstift, die Eigentumsrechte an der Burg Odenkirchen bestätigte. Odenkirchen war eine selbständige Unterherrschaft des Kölner Erzstiftes. Eine solche Unterherrschaft nannte man auch „Herrlichkeit“.
Im Jahre 1689 wurden Schloss und Kanzlei im französisch-niederländischen Krieg durch Bombardement eingeäschert. 1701 folgte dann der Brand in Odenkirchen, der die Burganlage und den gesamten Ort in Schutt und Asche legte. Die Burg wurde in ihrem alten Zustand nie wieder aufgebaut. Die Familie von Merode-Westerloo ließ 1734 den noch stehenden Torbogen erneuern und die Gebäude wieder errichten, die der Bewirtschaftung der umfangreichen Ländereien dienten.

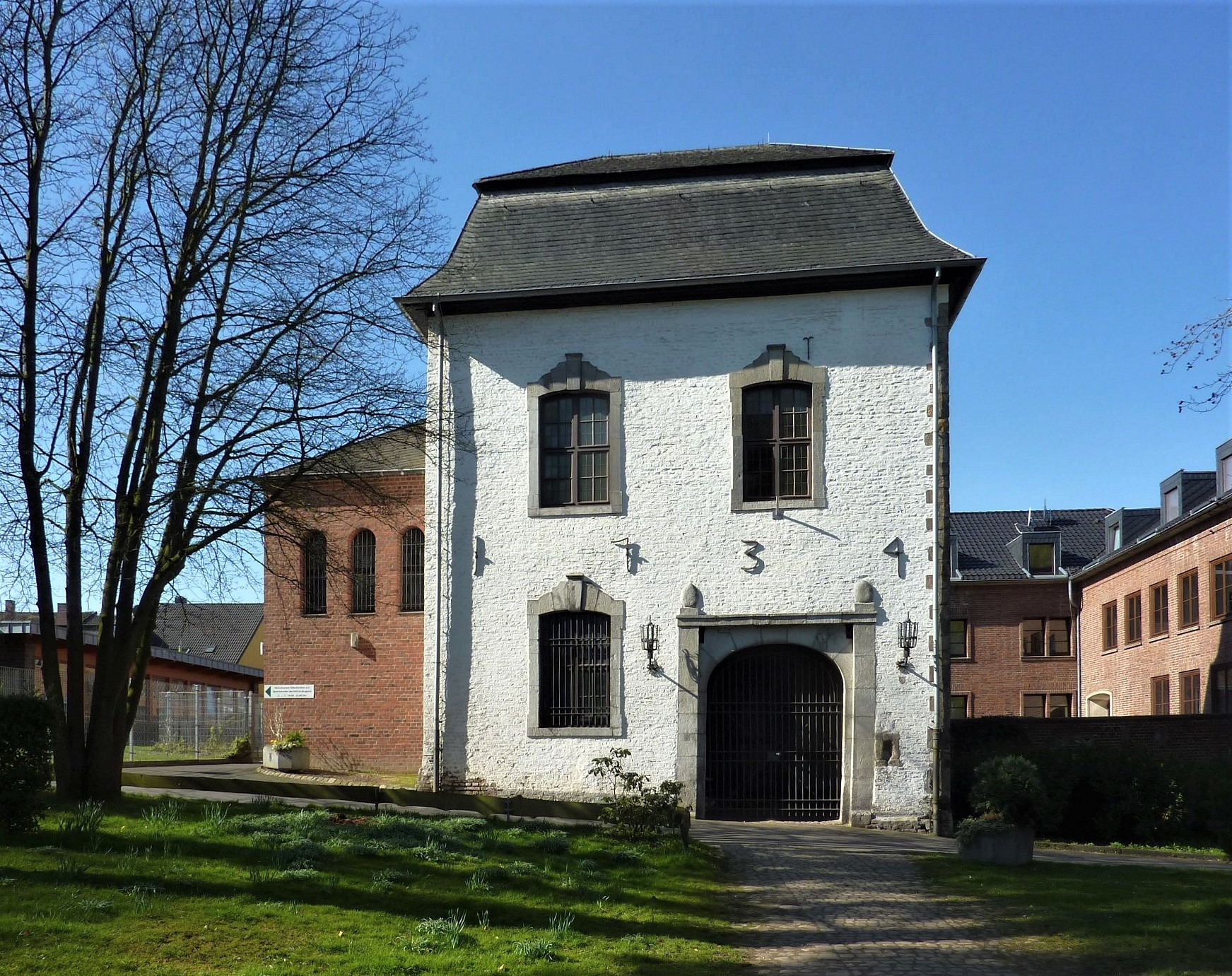
Der Burgturm aus dem Jahre 1734, Rest einer ehemals vierflügeligen Burganlage

Langwierige Prozesse um die Zuerkennung der Burg hatten mehr als 300.000 Reichstaler verschlungen und die Finanzen derer von Merode total zerrüttet. Sie mussten die Burg 1730 an den niederländischen Diplomaten und Komponisten Graf Unico von Wassenaer für 64.968 Reichstaler verpfänden. Als nun später die Familie von Merode nicht in der Lage war, die Pfandsumme zurückzuzahlen, trat Johann Wilhelm Augustin, Reichsgraf von Merode seine Rechte auf Odenkirchen an Unico von Wassenaer ab. Dieser verkaufte die Burg 1745 für 94.000 Reichstaler an den Kölner Kurfürsten und Erzbischof Clemens August. Dieser setzte für die Verwaltung von Odenkirchen Vögte ein. Die letzten Vögte waren der aus Aachen stammende Kurkölnische Hofkammerrat Klemens August Bernhard von Bouget, der auch als Pächter von Haus Zoppenbroich auftrat, und sein Schwiegersohn Christian Joseph Aldenhoven aus Zons.
1789 brach die Französische Revolution aus, das Revolutionsheer besetzte auch Odenkirchen. Im Rahmen der Säkularisation wurden alle kirchlichen Güter beschlagnahmt. Die Burg wurde verkauft: 1803 erwarb Benedicta von Bouget die Burg mit allen Ländereien und verkaufte sie im Jahre 1811 an den Kaufmann Jean Lüttringhausen aus Elberfeld. 1872 wurde sie Eigentum des Odenkirchener Burgvereins; 1920 erwarb sie die katholische Pfarrgemeinde St. Laurentius.
Der Westflügel der Burg entlang der Hoemenstraße wurde Ende des 19. Jahrhunderts abgebrochen, der Restbau 1943 durch Bomben zerstört. Der ausgebrannte Burgturm wurde 1950/51 wiederhergestellt. Der Heimatverein Odenkirchen hat das Gebäude 1988 von der Pfarrgemeinde St. Laurentius mit der Auflage der Restaurierung für 30 Jahre als Erbbauberechtigter übernommen. Dieses Pachtverhältnis besteht bis heute und bezieht sich auf alle Räume der Burg mit Ausnahme der unteren beiden Räume, die von der Pfarre den Messdienern zur Verfügung gestellt wurden. Diese haben in tatkräftiger Selbstarbeit die Räume hergerichtet. Hier hat die Leiterrunde der Messdiener die Möglichkeit, sich am Wochenende zu treffen oder ihre Besprechungen abzuhalten. Sie pflegt sowohl die Räume als auch den Vorraum mit dem Torbogen und den Burggarten.
In einer Pressemitteilung vom Juni 2010 informierte die Unteren Denkmalbehörde der Stadt Mönchengladbach darüber, dass der Burgturm als Bodendenkmal eingestuft wurde.